# 대한민국 형사소송법 제218조
대한민국 형사소송법 제218조는 영장에 의하지 아니한 압수에 대한 형사소송법의 조문이다.

## 조문
제218조(영장에 의하지 아니한 압수) 검사, 사법경찰관은 피의자 기타인의 유류한 물건이나 소유자, 소지자 또는 보관자가 임의로 제출한 물건을 영장없이 압수할 수 있다.

## 사례
- 임산부 A씨 혼자있는 집에 살인죄를 저지르고 경찰에 체포된 사촌동생 정 모와 경찰 10명이 새벽 3시 30분에 찾아와 방문 이유에 대해서는 설명하지 않고 정씨의 피 묻은 반바지를 압수해 간 것은 영장없는 압수로 위법할 수 있다[1]

- 강호순은 자기소유의 차량 2대를 범행에 사용했지만 수사망이 좁혀오자 불을 질러버려 범행을 입증할 중요증거가 사라져 버렸다. 만약 영장없는 압수가 범행 중 또는 범행직후의 범죄장소에서 긴급을 요하여 판사의 영장을 받을 수 없는 때로 한정이 되어 있지 않았다면 이 차량들을 압수수색을 할 수 있었을지 모른다[2]

- 경찰이 전기노동자들의 집회시위 현장을 단속하면서 영장도 없이 집회랑 상관없는 사다리, 전기작업에 쓰는 개인물품까지 모두 가져가고, 사후 영장도 하루가 지난 시점에서 뒤늦게서야 청구한 것은 위법할 수 있다[3].

- 제주경찰이 해군기지 반대 시민운동가를 현행범으로 체포하면서 이들의 무선마이크를 압수수색영장 없이 불법 압수했다는 주장이 제기되었다[4]

- 경찰관이 간호사로부터 진료 목적으로 이미 채혈되어 있던 피고인의 혈액 중 일부를 주취운전 여부에 대한 감정을 목적으로 임의로 제출받이 이를 압수한 경우 그 압수절차가 피고인 또는 피고인의 가족의 동의 및 영장 없이 행하여졌다고 하더라도 이에 적법절차를 위반한 위법이 있다고 할 수 없다[5]

## 같이 보기
- 대한민국 헌법 제12조
- 압수영장
- 임의제출

## 참고 문헌
- 최성진. "형사소송법 제218조의 유류물에 관한 소고." 비교형사법연구 27.1 (2025): 169-195.
- 신이철. "형사소송법 제218조의 유류물 또는 임의제출물의 압수에 대한 소고." 형사법의 신동향 0.67 (2020): 77-115.